# Auspice de Toul
Auspice de Toul († 490 ?) (Auspicius Tullensis en latin) est un poète ainsi que le 5e évêque de Toul.

## Biographie
L'évêque Auspice faisait partie de l'aristocratie gallo-romaine. Il succéda à Gelsimus vers 478 (?). Après avoir été soumis pendant plus de 500 ans à l'Empire Romain (d'Occident), la ville de Toul (cité des Leuques) tomba au pouvoir des Royaumes francs. Il fut donc le 1er des évêques de Toul a obéir aux Francs. Ses rares talents et ses vertus lui attirèrent l'estime des personnages distingués de son époque. Il était par exemple l'ami du poète Sidoine Apollinaire, évêque de Clermont, et du comte Arbogast, gouverneur de Trèves pour Childéric. Tous trois avaient ensemble un commerce de lettres. Arbogast s'adresse à Sidoine Apollinaire pour le prier de l'instruire de ses devoirs et de lui donner quelques explications des livres sacrés mais Sidoine s'en excuse et l'engage à consulter préférablement saint Loup, évêque de Troyes ou saint Auspice, évêque de Toul, tous deux, dit-il, illustres par leur profond savoir et par le haut rang qu'ils occupent entre les pontifes des Gaules.
Le comte eut recours aux lumières d'Auspice. Celui-ci écrivit à ce seigneur une lettre en vers dans laquelle il s'applaudit d'avoir pu lui parler récemment à Toul même et d'avoir été dans le cas d'apprécier ses éminentes qualités. II félicite la ville de Trèves d'être gouvernée par un homme d'un aussi grand mérite. Il le compare pour la valeur à cet Arbogast (général romain), l'un de ses aïeux qui fut célèbre sous Théodose-le-Grand mais il le place bien au-dessus de lui sous le rapport religieux car l'ancien Arbogast est mort païen tandis que son descendant est chrétien ; Il finit par l'exhorter à éviter l'avarice que l'Écriture appelle la racine de tous les maux, à être charitable, à honorer et à aimer son évêque qui est le premier entre ceux de la province.
En tant que poète, il fut le premier occidental à adopter le rythme iambique, la dérivation du vers saturnien, la métrique préférée de la poésie populaire et profane des Romains.
Les bréviaires du diocèse de Toul ont toujours donné le titre de Saint à Auspice. Il fut enterré dans le cimetière de saint Mansuy où l'on retrouva son corps en 1070 sous l'épiscopat de Pibon.
Sidoine Apollinaire mourut en 488 et il est probable que saint Auspice trépassa quelques années après (vers 490 ?). Son successeur sera l'évêque Saint Ours.